# Peter Howson
Peter Howson (nascido em Londres, Inglaterra, 27 de Março de 1958) é um pintor escocês, nascido em Inglaterra. Foi o pintor oficial britânico durante a Guerra da Bósnia, em 1993, por comissão do Imperial War Museum. Recebeu o título de oficial da Ordem do Império Britânico em 2009.

## Primeiros anos
Howson nasceu em Londres, filho de pais escoceses, e mudou-se para Prestwick, na Escócia, com a sua família, quando tinha quatro anos de idade. Foi soldado de infantaria por algum tempo nos Royal Highland Fusiliers, mas abandonou a carreira militar para se dedicar ao estudo artístico. Estudou na Glasgow School of Art, de 1975 a 1977, e de 1979 a 1981.

## Carreira
O seu trabalho tem analisado vários temas. Os seus primeiros trabalhos apresentam homens da classe trabalhadora, como The Heroic Dosser (1987). Foi comissionado pelo Imperial War Museum, de Londres, para ser o pintor oficial durante a Guerra da Bósnia, em 1993. Durante a sua estada na Bósnia e Herzegovina produziu algumas das suas pinturas mais chocantes e controversas, documentando as atrocidades que então decorriam, como Plum Grove (1994). Foi novamento o pintor de guerra oficial durante a Guerra do Kosovo, em 1999, para o London Times.
Mais recentemente a sua obra tem sido de temática religiosa, relacionando-se com a sua conversão ao Cristianismo, em 2000, na sequência do tratamento do seu alcoolismo e toxicodependência.
Realizou um selo comemorativo dos feitos de engenharia para os Correios britânicos, em 1998. Foi autor também de capas de álbuns para grupos de música rock e pop.
Está representado em alguns dos principais museus do mundo, incluindo a Tate Modern, em Londres, o Imperial War Museum, em Londres, a Galeria Nacional Escocesa de Arte Moderna, em Edimburgo, o Metropolitan Museum of Art, Nova Iorque, e o Museu Nacional de Arte Moderna, de Nova Iorque.